# Я ухожу — не плачь
«Я ухожу — не плачь» (в дословном переводе «Сила кантри», англ. Country Strong) — американский кинофильм режиссёра Шаны Фест с Гвинет Пэлтроу, Тимом Макгроу, Гарретом Хедлундом и Лейтон Мистер в главных ролях. Фильм рассказывает историю стареющей звезды кантри, которая пытается возродить свою карьеру. Премьера ленты состоялась 8 ноября 2010 года в Нэшвилле, штат Теннесси, а 7 января 2011 года фильм вышел в широкий прокат в США. Фильм имел умеренный успех в прокате и получил смешанные отзывы от критиков, однако одна из песен из картины — «Coming Home», была номинирована на премии «Оскар» за лучшую песню и «Золотой глобус» за лучшую песню.

## Сюжет
Келли Кантер — выздоравливающая алкоголичка, которая проходит реабилитацию, а ранее — успешная кантри-певица, карьера которой в настоящее время на спаде. Муж Келли — продюсер Джеймс Кантер,— решает восстановить её былую славу, благодаря совместному гастрольному туру с молодой звездой Чайлс Стэнтон, которую прозвали «Кантри-барби».

## В ролях
- Гвинет Пэлтроу — Келли Кантер
- Тим Макгроу — Джеймс Кантер
- Гаррет Хедлунд — Бо Хаттон
- Лейтон Мистер — Чайлс Стэнтон

## Саундтрек
Официальный саундтрек к фильму был выпущен 26 октября 2010 года на лейбле RCA Nashville и достиг шестой строчки в чарте Billboard 200. С альбома было выпущено два сингла: «Country Strong» в исполнении Гвинет Пэлтроу и оригинальная версия хита «A Little Bit Stronger» Сары Эванс. По состоянию на лето 2011 года альбом был продан тиражом около 300 000 экземпляров в США.
| №   | Название                                     | Автор(ы)                                       | Исполнитель                    | Длительность |
| --- | -------------------------------------------- | ---------------------------------------------- | ------------------------------ | ------------ |
| 1.  | «Country Strong»                             | Jennifer Hanson, Tony Martin, Mark Nesler      | Gwyneth Paltrow                | 4:15         |
| 2.  | «Love Don't Let Me Down»                     | Marv Green, Troy Olsen                         | Chris Young and Patty Loveless | 2:57         |
| 3.  | «A Little Bit Stronger»                      | Luke Laird, Hillary Lindsey, Hillary Scott     | Sara Evans                     | 5:03         |
| 4.  | «Chances Are»                                | Nathan Chapman, Lori McKenna, Liz Rose         | Garrett Hedlund                | 3:25         |
| 5.  | «Liars Lie»                                  | Sally Barris, Morgane Hayes, Rose              | Lee Ann Womack                 | 5:19         |
| 6.  | «She's Actin' Single (I'm Drinkin' Doubles)» | Wayne Carson Thompson                          | Ronnie Dunn                    | 3:28         |
| 7.  | «Shake That Thing»                           | Mark Irwin, Josh Kear, Chris Tompkins          | Gwyneth Paltrow                | 3:54         |
| 8.  | «Thirsty»                                    | Dallas Davidson, Rhett Akins, Brett Eldredge   | Hank Williams, Jr.             | 3:12         |
| 9.  | «Give In to Me»                              | Billy Falcon, Rose Falcon, Elisha Hoffman      | Faith Hill                     | 4:11         |
| 10. | «Timing Is Everything»                       | Natalie Hemby, Troy Jones                      | Trace Adkins                   | 3:28         |
| 11. | «Words I Couldn’t Say»                       | Gregory Becker, Tammi Kidd, Steve Robson       | Leighton Meester               | 4:26         |
| 12. | «Coming Home»                                | Bob DiPiero, Tom Douglas, Lindsey, Troy Verges | Gwyneth Paltrow                | 4:13         |
| 13. | «Me and Tennessee»                           | Chris Martin                                   | Gwyneth Paltrow and Tim McGraw | 4:43         |

| №   | Название                | Автор(ы)                                                       | Исполнитель                          | Длительность |
| --- | ----------------------- | -------------------------------------------------------------- | ------------------------------------ | ------------ |
| 1.  | «Silver Wings»          | Merle Haggard                                                  | Garrett Hedlund                      | 3:21         |
| 2.  | «A Little Bit Stronger» | Laird, Lindsey, Scott                                          | Leighton Meester                     | 5:17         |
| 3.  | «A Fighter»             | Tom Douglas, Ed Hill                                           | Gwyneth Paltrow                      | 4:33         |
| 4.  | «Hard Out Here»         | Hayes Carll                                                    | Garrett Hedlund                      | 3:09         |
| 5.  | «Summer Girl»           | Jessica Andrews, Marcel Chagnon, James Thomas Slater           | Leighton Meester                     | 3:22         |
| 6.  | «Keep Me Hangin' On»    | Ira Allen, Buddy Mize                                          | Jypsi                                | 3:36         |
| 7.  | «Take Me Away»          | Adam Carroll                                                   | Hayes Carll                          | 4:12         |
| 8.  | «Kissin' In Cars»       | Stephen Barker Liles, Rebekah Liles, Brad Warren, Brett Warren | Jesse Lee                            | 3:30         |
| 9.  | «Turn Loose the Horses» | Hayes Carll                                                    | Garrett Hedlund                      | 3:05         |
| 10. | «Travis»                | Matt Kinsey                                                    | Gwyneth Paltrow                      | 4:49         |
| 11. | «Fly Again»             | Chapman, Rose, Nicole Williams                                 | Nikki Williams                       | 3:55         |
| 12. | «Give In to Me»         | B. Falcon, R. Falcon, Hoffman                                  | Garrett Hedlund and Leighton Meester | 3:29         |
| 13. | «Hide Me Babe»          | Hayes Carll                                                    | Garrett Hedlund                      | 3:08         |
| 14. | «Timing Is Everything»  | Hemby, Jones                                                   | Garrett Hedlund                      | 3:24         |